# Obscured by Clouds
Obscured by Clouds (en español: Oscurecido por nubes) es el séptimo álbum de estudio de la banda de Rock progresivo Pink Floyd, lanzado por Harvest Records el 3 de junio de 1972 en el Reino Unido. Este disco fue concebido como Banda sonora para la película francesa El valle, dirigida por Barbet Schroeder. Es el segundo proyecto de este tipo, luego de Music from the Film More, que sirvió para la también película de Schroeder, More, de 1969. Este disco no sigue la línea musical que la banda traía hasta el momento, pero ayudó mucho al éxito en Estados Unidos al haber enfocado buena parte de la gira pre-Dark Side Of The Moon.

## Contexto
El proceso de organización fue el mismo que con su anterior proyecto de banda sonora More, Schroeder les dio una edición final de la película, explicó la temática y les indicó dónde iría la música. El estudio de grabación contaba con 16 pistas, lo que Pink Floyd aprovechó para experimentar con ideas musicales y técnicas de grabación. Esta experimentación había iniciado durante el anterior disco de la banda, Meddle, y terminó desembocando en el siguiente trabajo de Pink Floyd, The Dark Side Of The Moon.
El disco fue compuesto y grabado en tan solo dos semanas, en Francia
Este disco es un punto de inflexión en la carrera de Pink Floyd. En el tema "Wot's... Uh, the Deal" (¿Cuál es...? ah, el trato) se toca el tema de que la banda estaba creciendo, cambiando sus actitudes hacia el negocio de la música, ellos ya eran hombres de familia. A través de estos aspectos del disco se pueden ver las raíces de su siguiente disco Dark Side Of The Moon.
"Free Four", único sencillo lanzado, es la primera canción que enfoca el tema de la muerte del padre de Roger Waters, Eric Fletcher Waters. El tema "Obscured By Clouds", que da nombre al álbum, fue usualmente utilizado para comenzar conciertos. Se dice que la canción "Childhood's End" fue inspirada por la novela del mismo nombre, de Arthur C. Clarke, aunque la letra de la canción poco tenga que ver con la novela.
Además, hay dos primeros temas firmados en conjunto por Wright y Waters, y el tercero es la mítica pieza "Us & Them". En todos esos temas Wright es el compositor y Waters el letrista. El último tema del disco, "Absolutely Curtains", se puede escuchar unos coros cantados por la tribu Mapuga, de Nueva Guinea
La tapa del disco muestra una escena de la película, de uno de los protagonistas sobre un árbol, con un efecto parecido al que se produce al mirar al sol desde un bosque.

## Gira
El álbum contó con una gira llamada Eclipse, dicha gira fue parte para promocionar su siguiente álbum, The Dark Side of the Moon (1973), la gira se llevó a cabo de octubre de 1972 a febrero de 1973.

## Grabación y edición
El disco fue grabado entre el 24 de diciembre de 1971 y 29 de febrero de 1972, y 22 y 27 de marzo de 1972 en los estudios Chateau d'Herouville, Francia. Fue editado en LP el 3 de junio de 1972 en Reino Unido, a través de Harvest/EMI; y el 15 de junio en Estados Unidos a través de Harvest/Capitol. Alcanzó el #6 en las listas de Reino Unido, y el #46 en las listas de Estados Unidos. Fue certificado disco de oro en 1997.
Entre 1985 y 1986, el álbum fue editado en disco compacto. Una versión digitalmente remasterizada se editó en marzo de 1996 en Reino Unido, y en agosto en Estados Unidos.

## Lista de canciones
| Cara A |                           |                                |          |  |
| N.º    | Título                    | Escritor(es)                   | Duración |  |
| 1.     | «Obscured by Clouds»      | Gilmour, Waters                | 3:03     |  |
| 2.     | «When You're In»          | Gilmour, Waters, Wright, Mason | 2:30     |  |
| 3.     | «Burning Bridges»         | Wright, Waters                 | 3:29     |  |
| 4.     | «The Gold It's in the...» | Gilmour, Waters                | 3:07     |  |
| 5.     | «Wot's...Uh, the Deal?»   | Gilmour, Waters                | 5:08     |  |
| 6.     | «Mudmen»                  | Wright, Gilmour                | 4:20     |  |

| Cara B |                       |                      |          |  |
| N.º    | Título                | Escritor(es)         | Duración |  |
| 7.     | «Childhood's End»     | Gilmour              | 4:31     |  |
| 8.     | «Free Four»           | Waters               | 4:15     |  |
| 9.     | «Stay»                | Waters, Wright       | 4:05     |  |
| 10.    | «Absolutely Curtains» | Wright, Mapuga tribe | 5:52     |  |

## Créditos

### Músicos
- David Gilmour - Guitarra, voz.
- Roger Waters - Bajo, voz.
- Richard Wright - Teclados, voz.
- Nick Mason - Batería, percusión.

Otros créditos:
- Tribu Mapuga de Nueva Guinea (grabado en vivo) - coros al final de "Absolutely Curtains".

### Producción
- Producción artística: Pink Floyd.
- Arte de tapa: Hipgnosis.

Edición en disco compacto:
- Remasterizado supervisado por James Guthrie.
- Remasterizado digitalmente por Doug Sax en The Mastering Lab, Los Ángeles.
- Diseño interior: Storm Thorgerson y Jon Crossland.
- Fotografía adicional: Angus Macray.

## Lista de ventas
| Año  | Lista                           | Posición |
| ---- | ------------------------------- | -------- |
| 1972 | Lista francesa de álbumes       | 1        |
| 1972 | Lista británica de álbumes      | 6        |
| 1972 | Lista estadounidense de álbumes | 46       |

## Citas
"En esa época teníamos la sensación de habernos vuelto más viejos y que no éramos una banda pop. No éramos nada en realidad".
Roger Waters